# Uriel
Pour les articles homonymes, voir Uriel (homonymie).
Pour l’article ayant un titre homophone, voir Huriel.
Uriel ou Ouriel  (nom d'origine sumérienne ; en grec ancien : Ουριήλ / Ouriḗl ; en hébreu : אוריאל Orial ;  en copte : ⲟⲩⲣⲓⲏⲗ Ouriēl ; en guèze et amharique : ዑራኤል ʿUraʾēl ou ዑርኤል ʿUriʾēl ; en arabe : إسرافيل Israfil) est le nom d'un archange de la tradition chrétienne et juive. 
Présent dans plusieurs traditions pseudépigraphiques ou apocryphes, il est considéré comme le quatrième archange et vénéré comme saint par plusieurs courants chrétiens comme l'église anglicane, ou l'Église copte, éthiopienne et érythréenne. Il est révéré par l'Église orthodoxe, comme l'un des sept archanges majeurs et figure en haute place dans les hiérarchies angélologiques de l'ésotérisme chrétien européen, médiéval et moderne.
Comme quatrième archange, Uriel est ajouté aux trois archanges nommés pour représenter un des quatre points cardinaux (généralement celui représentant l'été). 
Dans certains textes cabbalistiques, occultes ou apocryphes, Uriel est aussi parfois appelé Urial, Nuriel, Uryan, Jeremiel, Vretil, Suriel, Sariel, Auriel, ou encore Phanuel.
Uriel est répertorié comme étant le quatrième ange chrétien gnostique (sous le nom de Phanuel), par Grégoire le Grand, et dans l'angélologie du Pseudo-Denys. Cependant, le Livre d'Hénoch distingue clairement ces deux anges : Uriel signifie « la Lumière/La Flamme de Dieu/Du Seigneur », tandis que Phanuel signifie « le visage de Dieu/Du Seigneur ».
Uriel est la combinaison de « Ur » ou « Our » (en sumérien urim), Flamme/Lumière et de « El » (langues afrasiennes, sumériennes et chamito-sémitiques), particule associée au Divin. Il provient de (ou est associé à) la célèbre vallée des lumières, la vallée d'Ur/Our.
Uriel ou Ouriel (masculin) / Urielle ou Eurielle (féminin) sont des prénoms assimilés à la culture celtique bretonne, par l'existence de Sainte Urielle (VIIe siècle), sœur du roi breton saint Judicaël, qui popularisa ce prénom.

## Tradition juive
Si les Livres des Chroniques font mention de personnages portant le nom d'Uriel à quelques reprises, il n'y a pas de mention d'un être angélique nommé Uriel dans la Bible.  
Uriel est en revanche mentionné à quelques reprises dans le Livre d'Hénoch, dans l'Apocalypse d'Esdras  ou encore le Livre de Baruch, la Vitae Adae et l'Apocalypse d'Élie, ouvrages pseudépigraphiques ou apocryphes de la littérature hébraïque tardive. On en trouve également des mentions dans la littérature magique (Testament de Salomon, Sefer ha-Razim) ou dans la littérature mystique hébraïque.
Le livre d'Hénoch évoque ainsi nommément Uriel comme : « ange que le Seigneur de gloire a préposé à toutes les étoiles qui brillent dans le ciel et éclairent la Terre. »   Uriel serait ainsi l'ange qui apporte aux êtres humains les lumières de la connaissance de Dieu. Il serait aussi l'interprète des prophéties et l'ange du châtiment, visionnaire, juge et bourreau.
Selon Corneille Agrippa, inspiré par le kabbaliste Joseph ben Shalom Ashkenazi, tous les patriarches, les prophètes et les sages philosophes ont tous eu des  anges qui leur étaient familiers. Uriel, dit-il, a été l'ange d'Esdras.
Selon le cabaliste Lenain, Uriel est un des princes, ou anges, gouvernés par Schebtaïel lequel domine sur le troisième ciel et sur les intelligences du troisième ordre, qui gouverne la sphère de Saturne.

## Tradition chrétienne

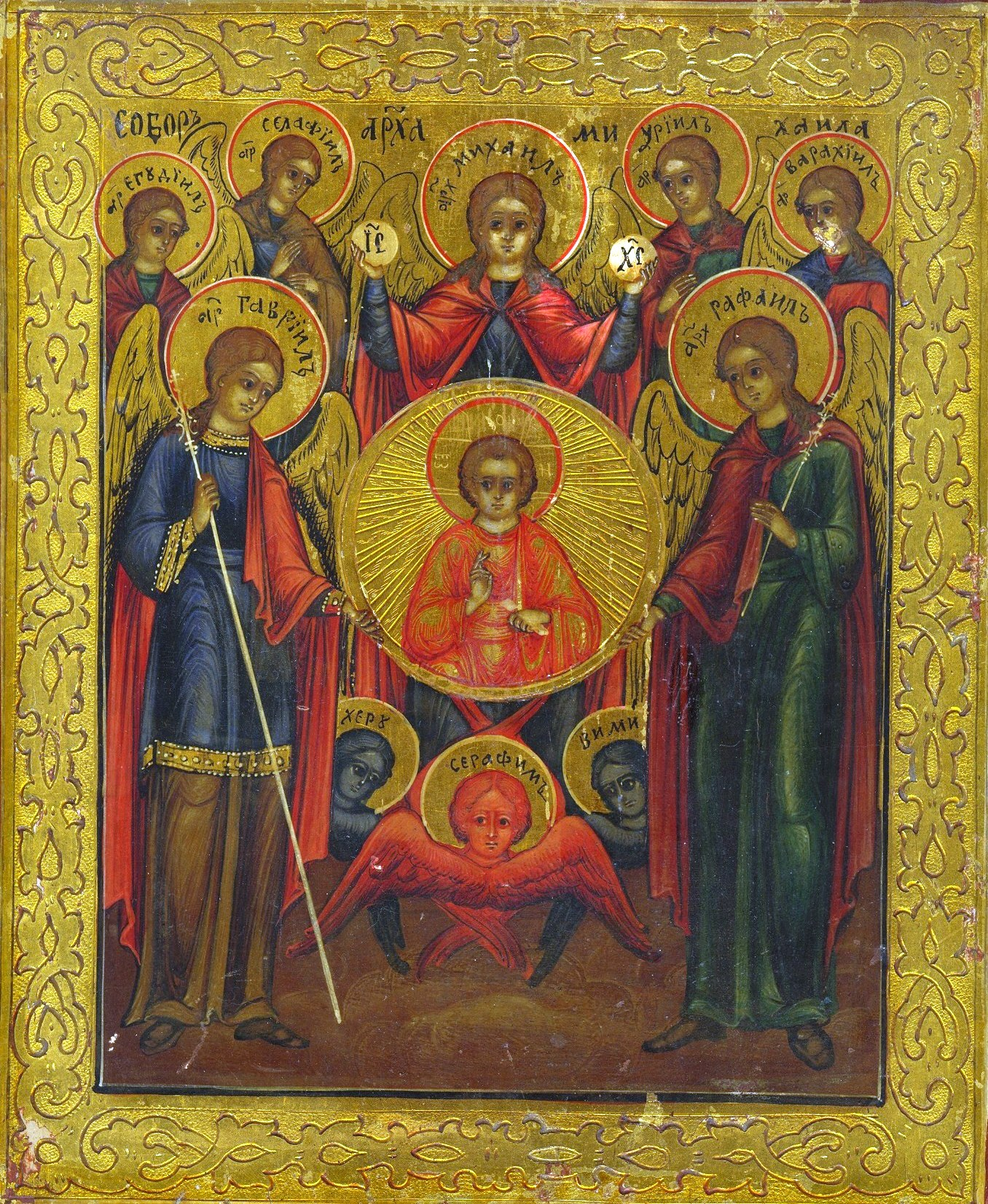
Le conseil (ou concile/assemblée) angélique ("Ангельский Собор"). Icône de l'Église orthodoxe russe intitulée « Sept Archanges ». De gauche à droite : St Jéhudiel, St Gabriel, St Selatiel, St Michael, St Uriel, St Raphael, St Barachiel. Derrière la mandorle du Christ Emmanuel il y a les représentations des Cherubins (bleu) et des Séraphims (rouge).

Les débuts du christianisme témoignent de l'importance croissante accordée à Uriel dont une tradition apocryphe fait de l'archange le sauveur de Jean le Baptiste et de sa mère lors du Massacre des Innocents. Cependant, en 745, un synode convoqué par le pape Zacharie condamne une prière du prédicateur Aldebert égrenant les noms d'anges considérés comme démons, au nombre desquels Uriel puis, en 789, l'Admonitio generalis de Charlemagne, reprenant une interdiction du Concile de Laodicée (364), interdit l'usage — qu'il soit écrit ou prononcé — des noms des anges « inconnus ».     
Le nom d'Uriel n'en demeure pas moins utilisé dans les rituels de certaines églises tandis qu'il continue à faire l'objet de représentations. Ainsi l'Église copte et les Églises des trois conciles éthiopienne et érythréenne ainsi que les communautés anglicanes le vénèrent comme saint et archange.     

### Église catholique
L'Église catholique romaine, qui à la suite du canon juif et de la Septante ne reconnaît pas le Livre d'Hénoch, se limite à proclamer l'existence formelle de trois archanges formant une triade, chacun ayant une fonction spécifique : Michel occupe la fonction combattante, Gabriel l'annonciatrice et Raphaël l'initiatique.     
Les traditions orthodoxes et protestantes admettent le culte de l'archange Uriel, qui est chargé de réguler le mouvement des astres.    

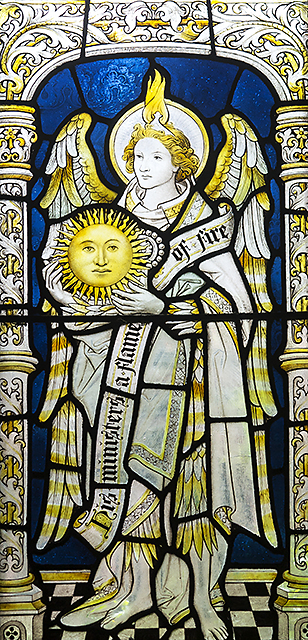
Vitrail de l'archange Uriel comme le régent du Soleil dans les cloîtres de la cathédrale de Chester.

### Églises orthodoxes
L'Église orthodoxe éthiopienne est la seule Église intégrant le Livre d'Hénoch dans son canon. Elle est donc également la seule à reconnaître Uriel comme un des quatre archanges. Cependant, la plupart des Églises orthodoxes placent Uriel  (« Flamme de Dieu ») parmi les sept archanges dits majeurs, aux côtés de l'archange Michel (dont le nom est sous forme de question, « Qui est comme Dieu ? »), de Gabriel (« Force de Dieu »), de Raphaël (« Soin de Dieu » - Tobie 3:17, 12:15), de Salatiel (« Prière de Dieu » - III Esdras, 5:16), de Jéhudiel (« Gloire de Dieu ») et de Barachiel (« Bénédiction de Dieu »).

### Communauté anglicane
Dans la tradition et l'hagiographie de l'église anglicane, Uriel est particulièrement mentionné comme un archange. Il est aussi reconnu comme le Saint Patron du sacrement de la Confirmation. Il est célébré dans le calendrier liturgique anglican le jour de la fête des Archanges.
La devise de l'université d'Oxford Dominus Illuminatio Mea est la traduction littérale du nom d'Uriel. 

## Ésotérisme
- Agrippa von Nettesheim le mentionne à quelques reprises dans sa Philosophie Occulte. Pour Agrippa, Uriel est un des quatre anges résidant aux points cardinaux du ciel, avec Michaël, Raphaël, Gabriel[16]. À noter qu'il s'agit bien des points cardinaux du ciel et non des points cardinaux terrestres. Ce sont donc les points marquant le début des saisons. En astrologie, les signes commençant les saisons sont qualifiés de cardinaux. Les quatre anges d'Agrippa gouvernent donc les saisons. Ayant constaté que certains noms d'anges correspondaient aux noms de personnages bibliques particulièrement vertueux, ainsi Jérémiel viendrait de Jérémie, Zachariel de Zacharie, Uriel de Urie, etc., Agrippa conclut que les anciens vénéraient l'ange, génie, ou le bon daemon de ces hommes. De même les noms de personnages particulièrement méprisables devenaient des noms de mauvais daemons[17].

- Dans l'anthroposophie de Rudolf Steiner, Uriel est un des quatre archanges associés aux saisons. Il est associé à l'été[18].

## Littérature et beaux-arts

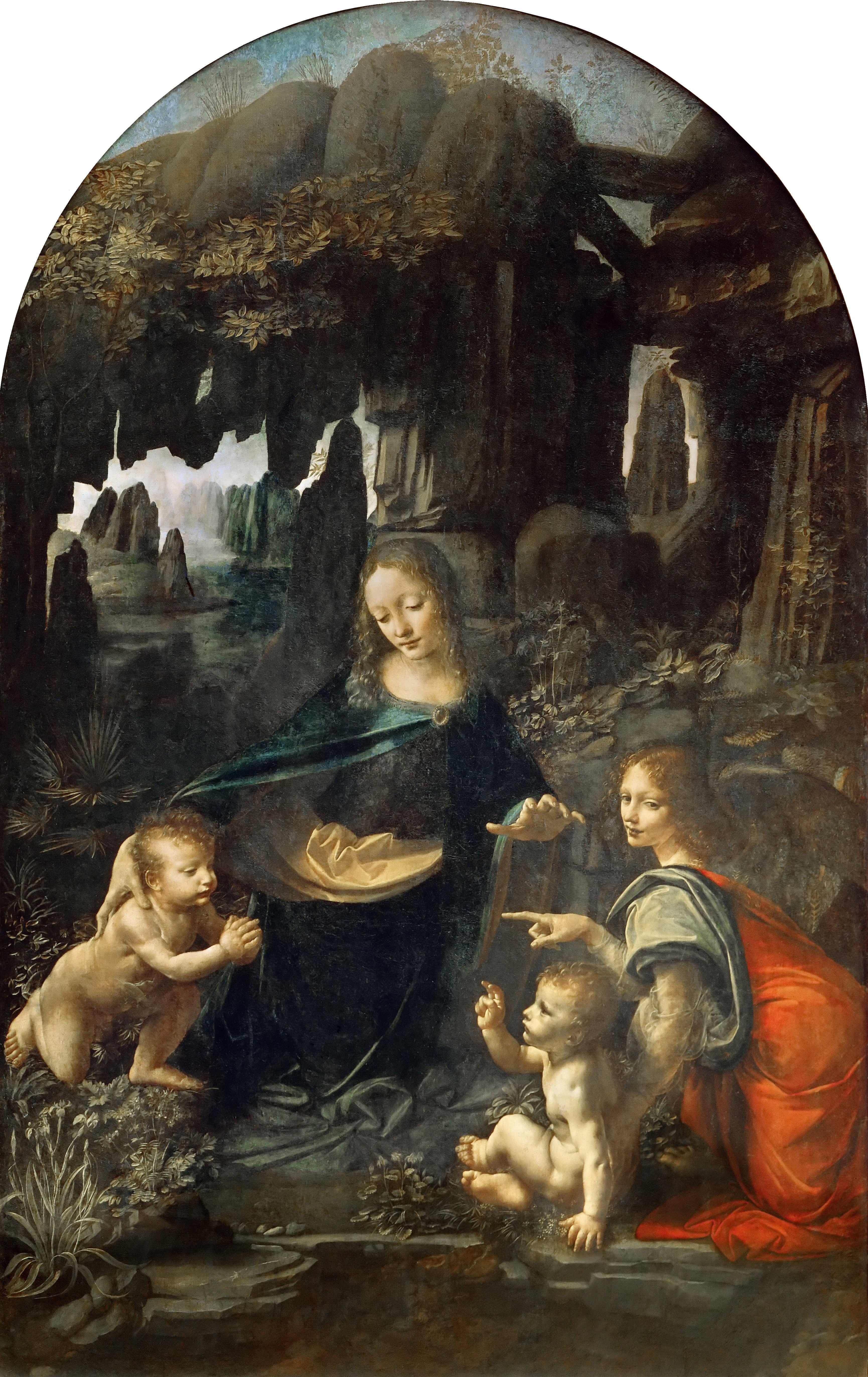
Uriel, est situé à droite sur ce tableau La Vierge aux rochers (Louvre version) réalisé par Léonard de Vinci, 1483–86.

Dans Le Paradis perdu, du poète anglais John Milton, Uriel est le régent du Soleil et de son orbe. Il y est dit qu'il est l'un des sept archanges qui « en présence de Dieu, et les plus voisins de son trône, se tiennent prêts à son commandement. Ces sept archanges sont les yeux de l'Éternel ; ils parcourent tous les cieux, ou en bas à ce globe ils portent ses prompts messages sur l'humide et le sec, sur la terre et sur la mer. »

## Galerie

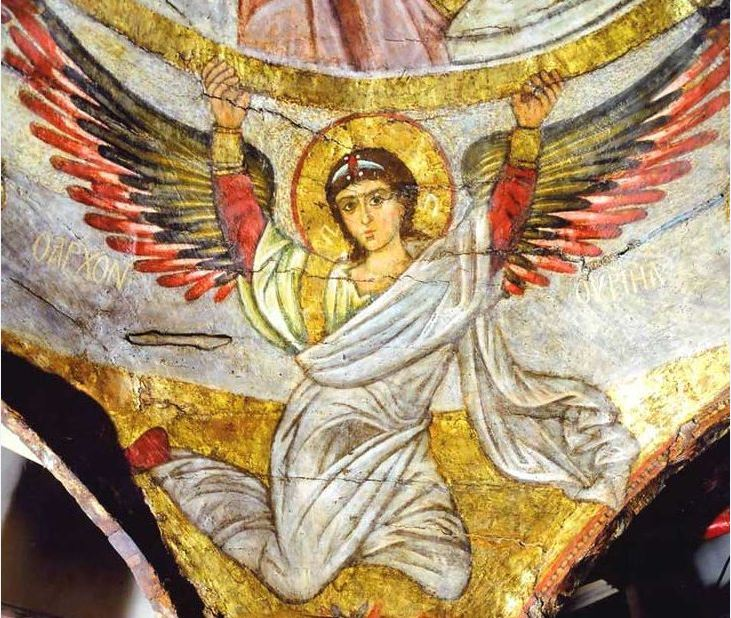
Fresque représentant l'archange Uriel de l'église copte Al-Mu'allaqah du Caire, (XIIIe siècle).
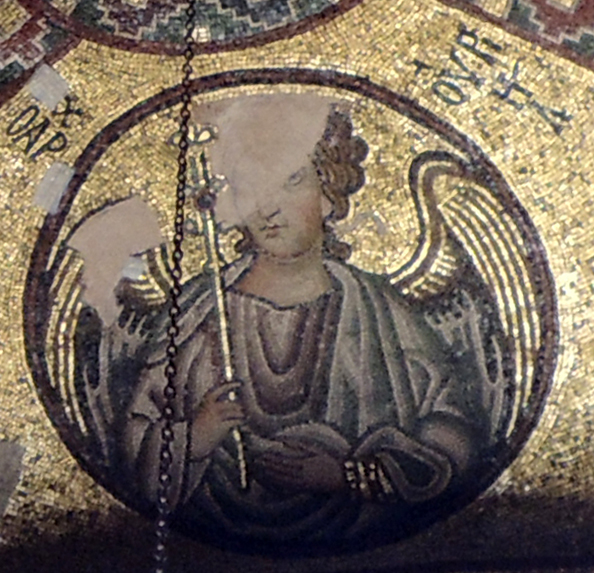
Mosaïque représentant l'archange Uriel au monastère d'Osios Loukas
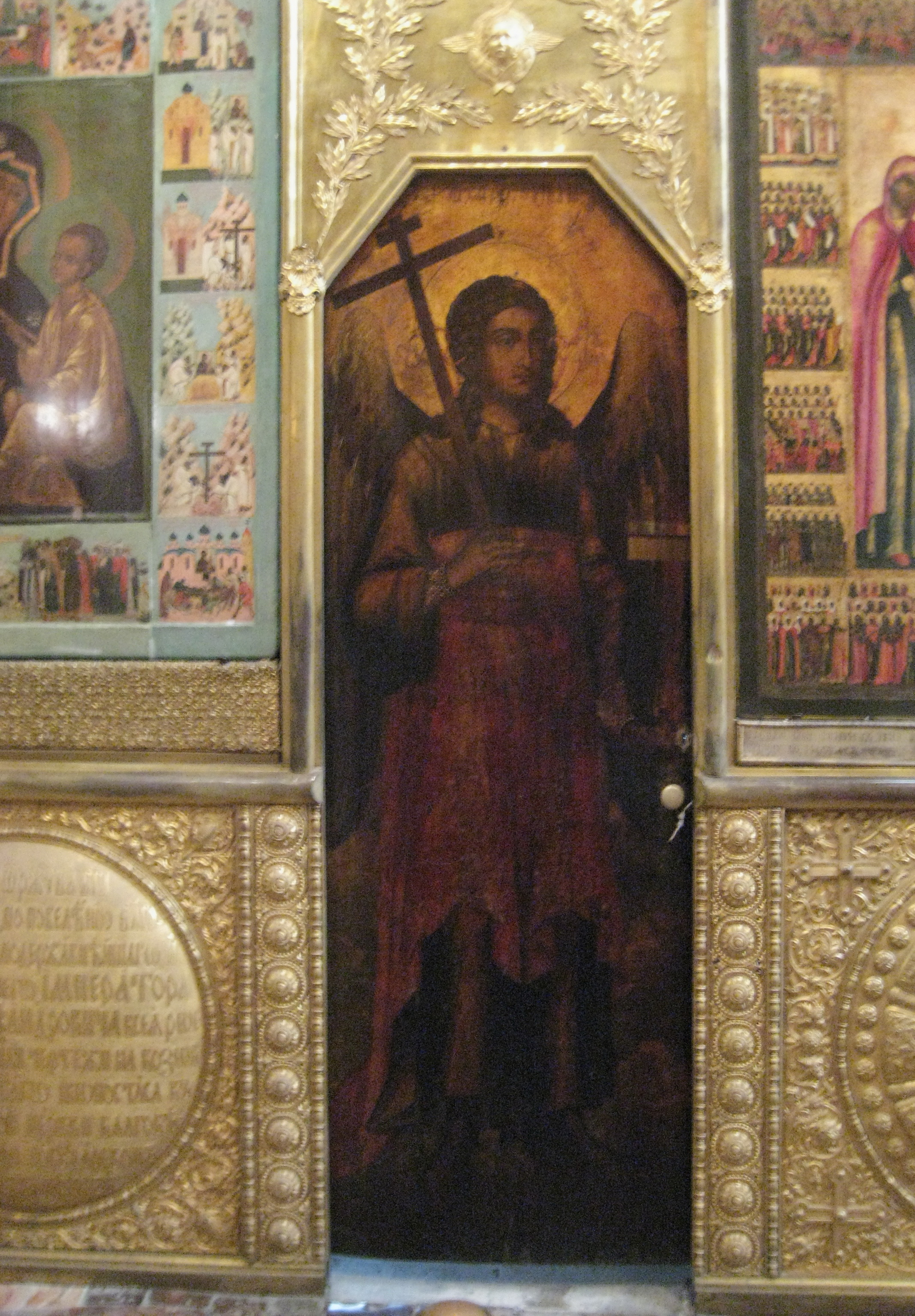
Icone de l'archange Uriel située dans la cathédrale de l'Annonciation de Moscou.
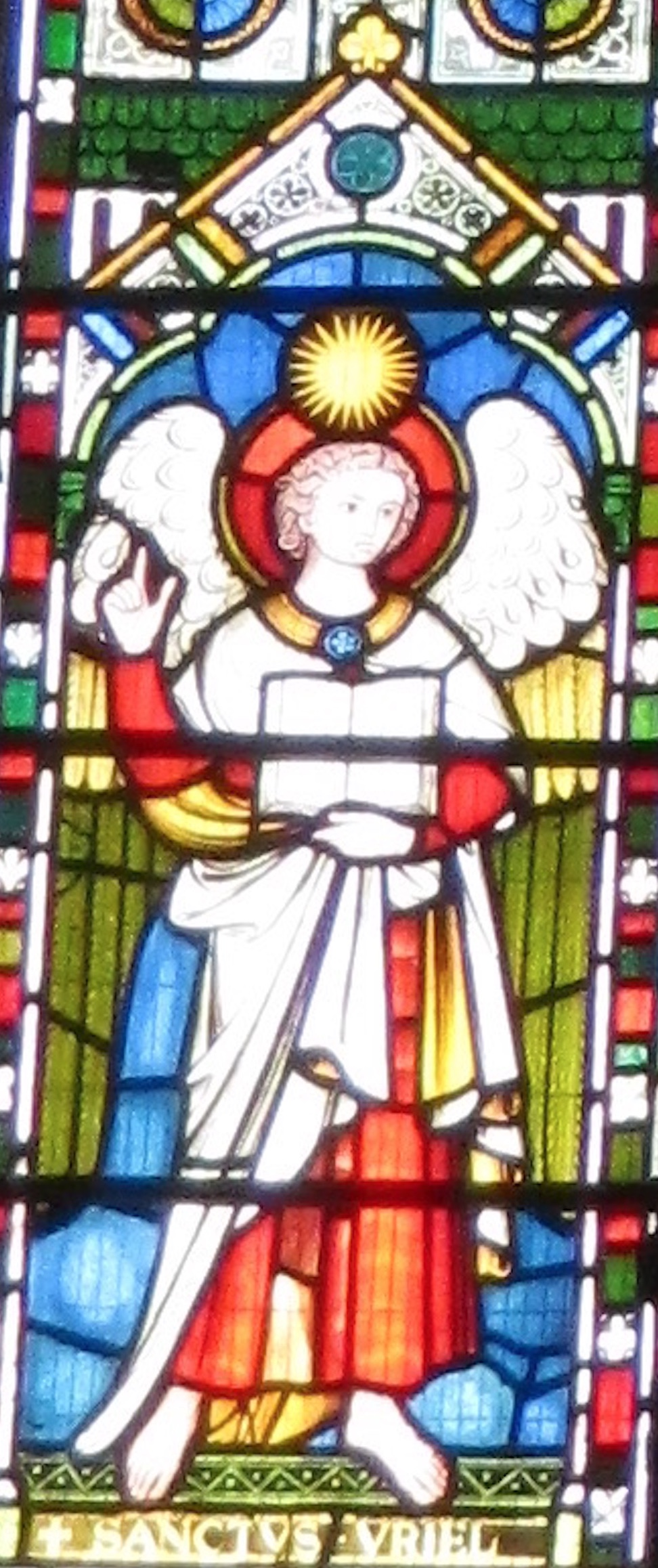
Vitrail de saint Uriel à l’Église Saint-Michel-et-tous-les-Anges de Brighton (en).
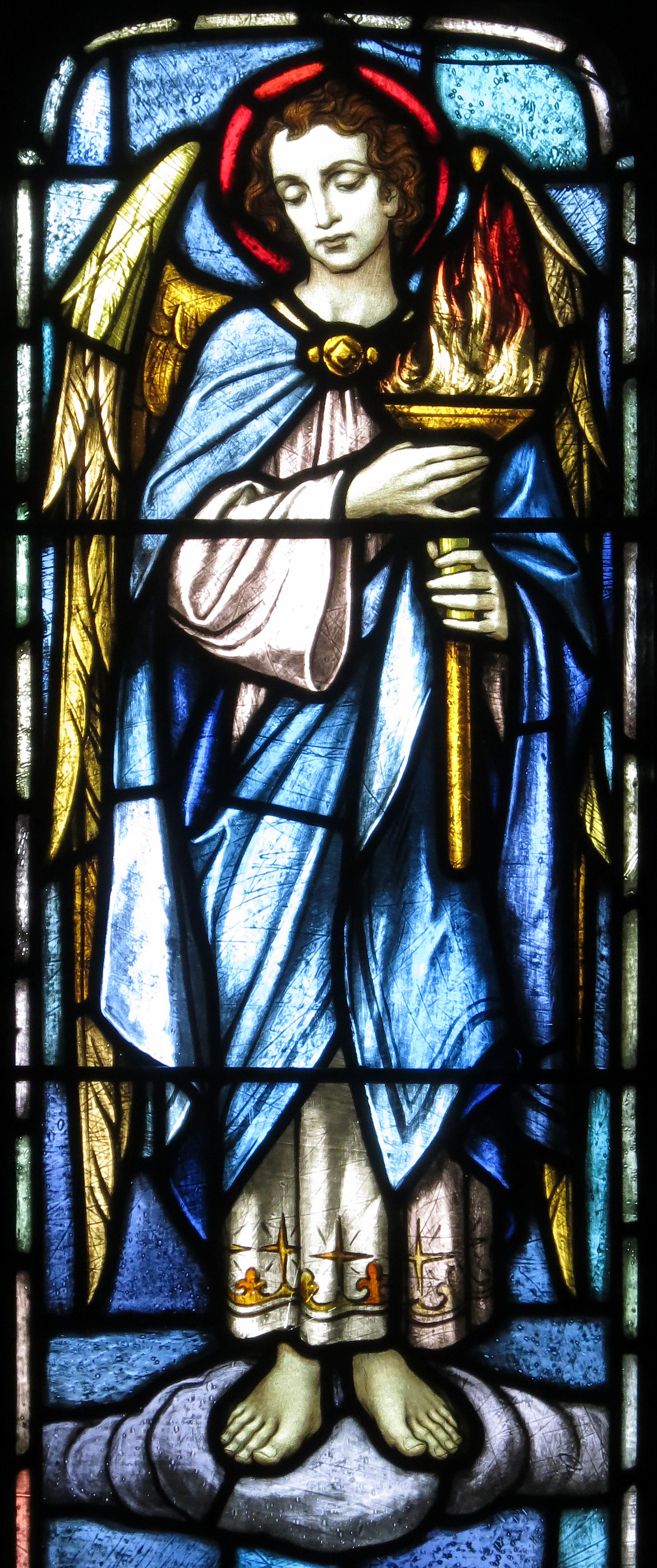
Un vitrail représentant Uriel à l'église catholique Saint. Antoine de Padoue (Dayton, Ohio).
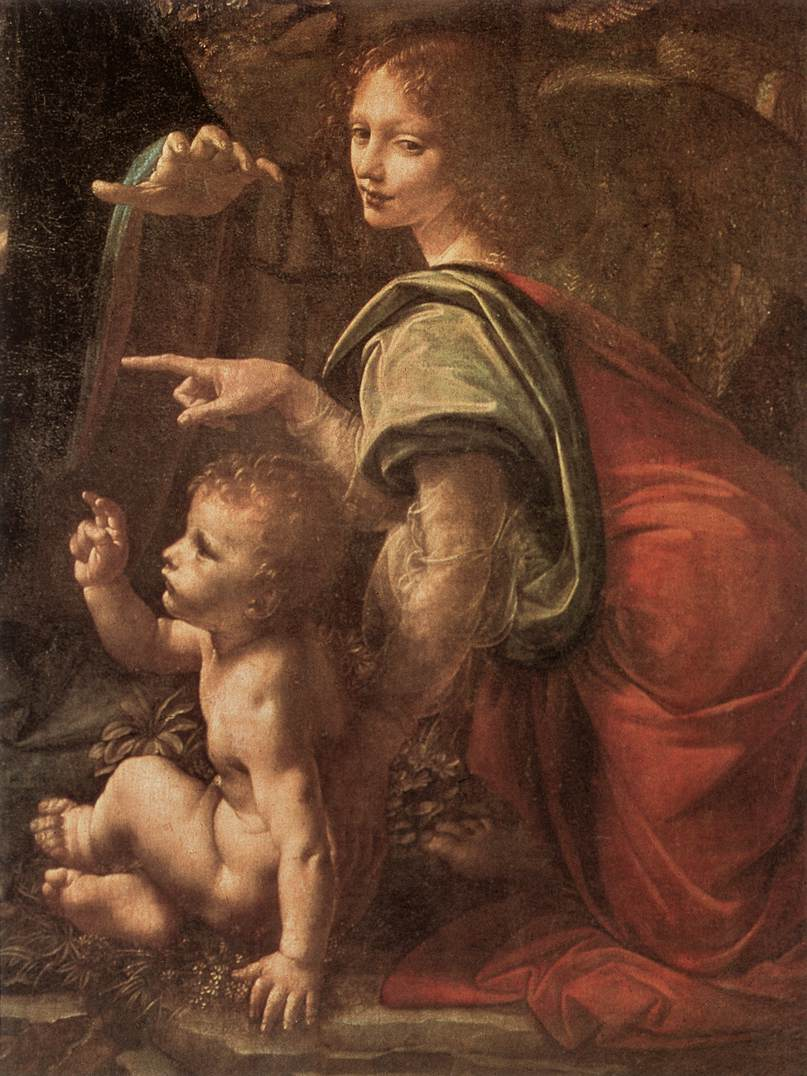
Détail de La Vierge aux rochers avec l'Archange Uriel en gros plan, au musée du Louvre.
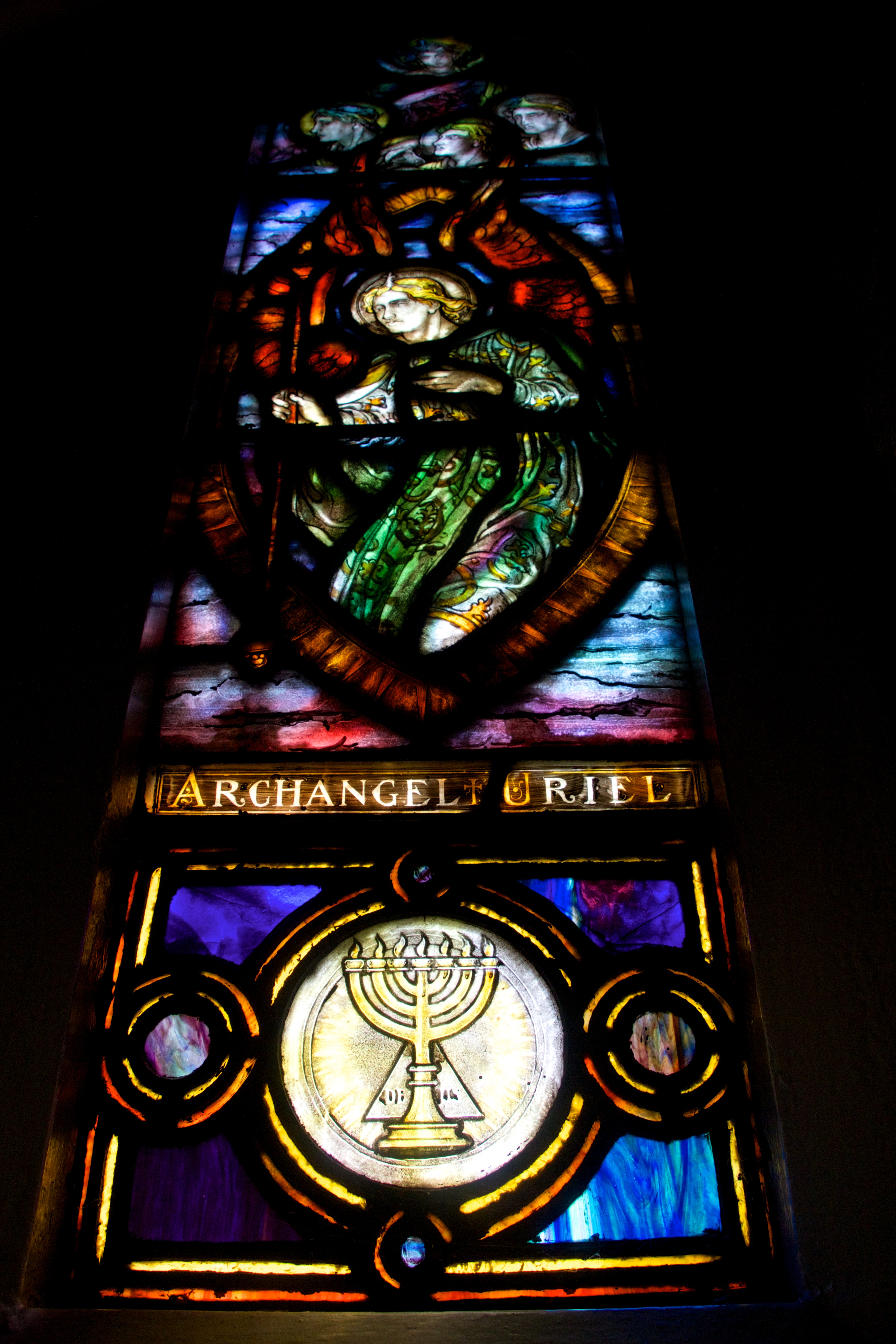
Vitrail de l'archange Uriel à la Chapelle St. Cornelius, Governors Island.
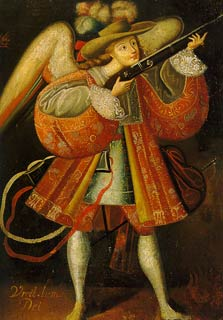
Peinture représentant Uriel datant du XVIIIe siècle et réalisée par l'École de Cuzco.
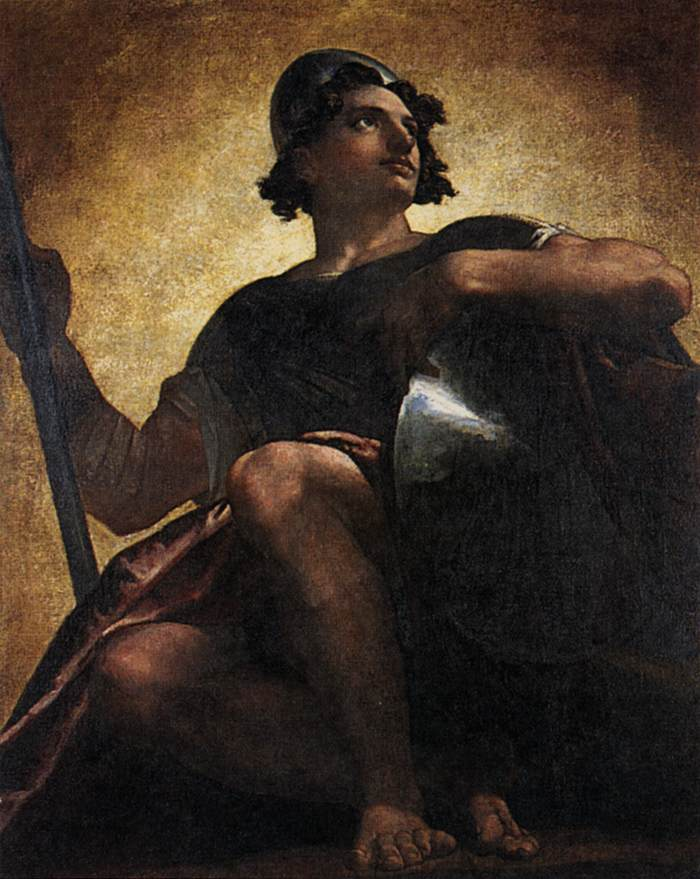
Uriel Standing in the Sun par Washington Allston, 1817.
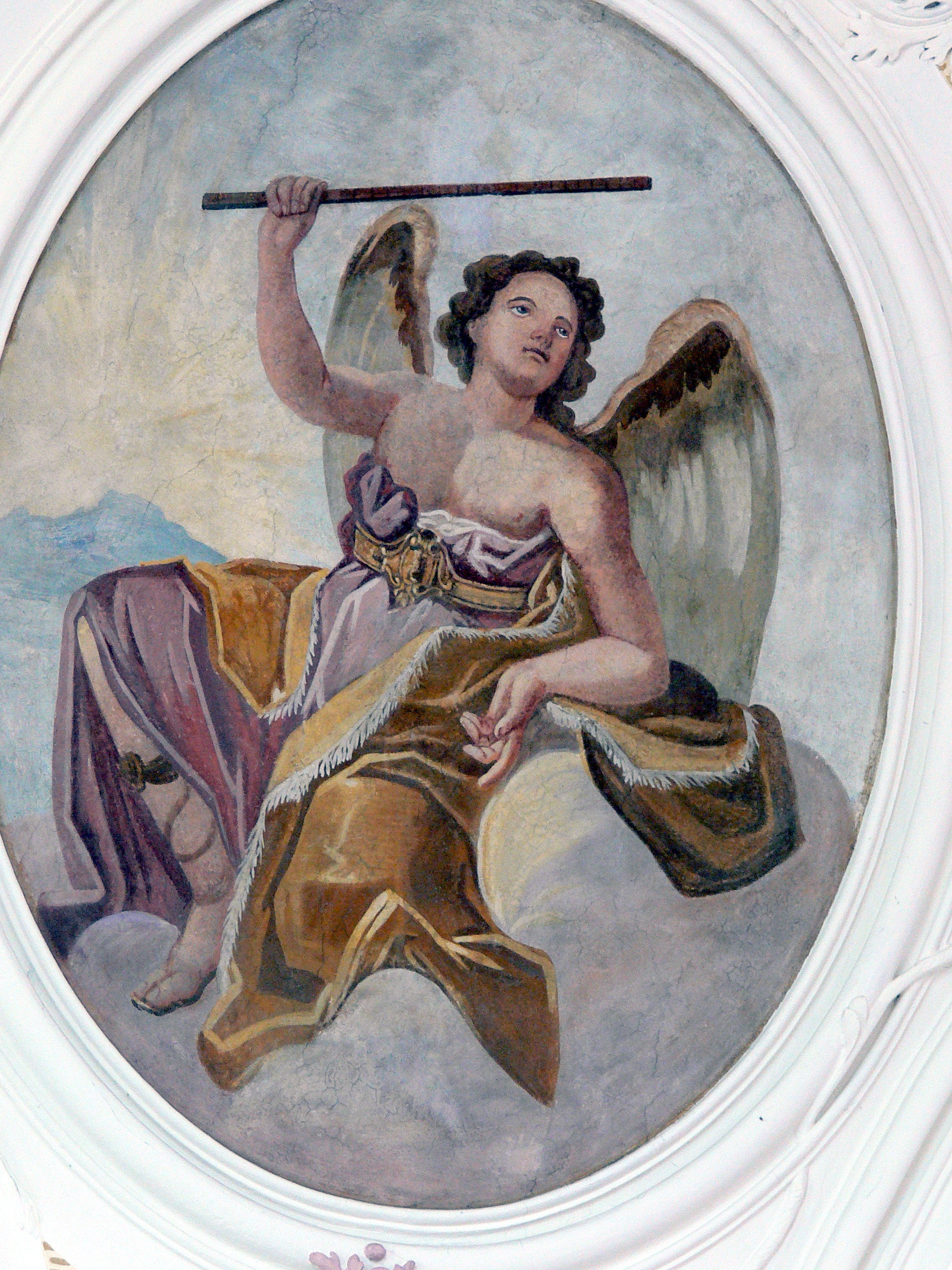
Archange Uriel par Johann Georg Unruhe, fresque au plafond de l'église Saint-Michel d'Untergriesbach, (1780).
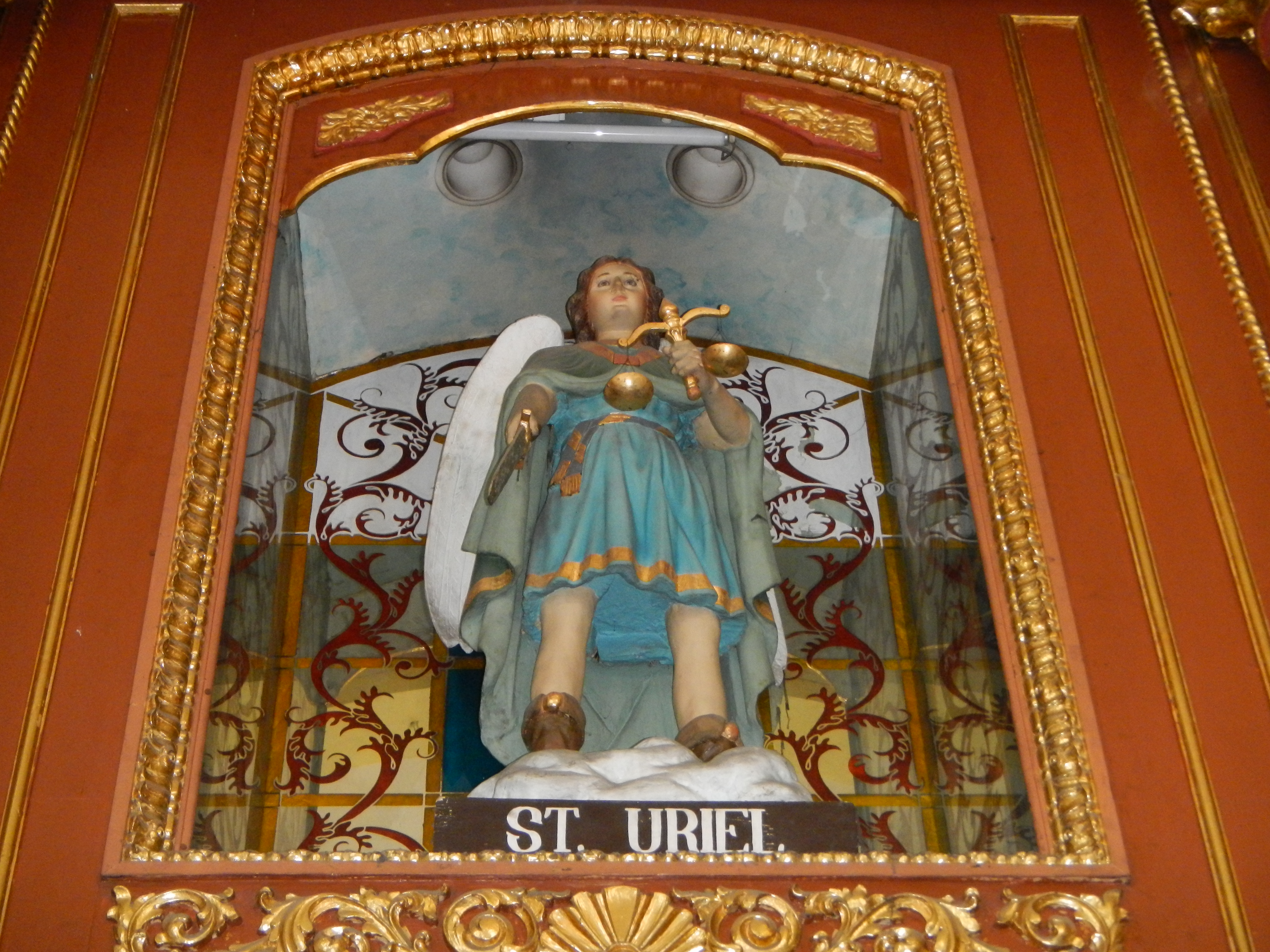
Statue de l'archange Uriel située dans l'église San Miguel (Manille).
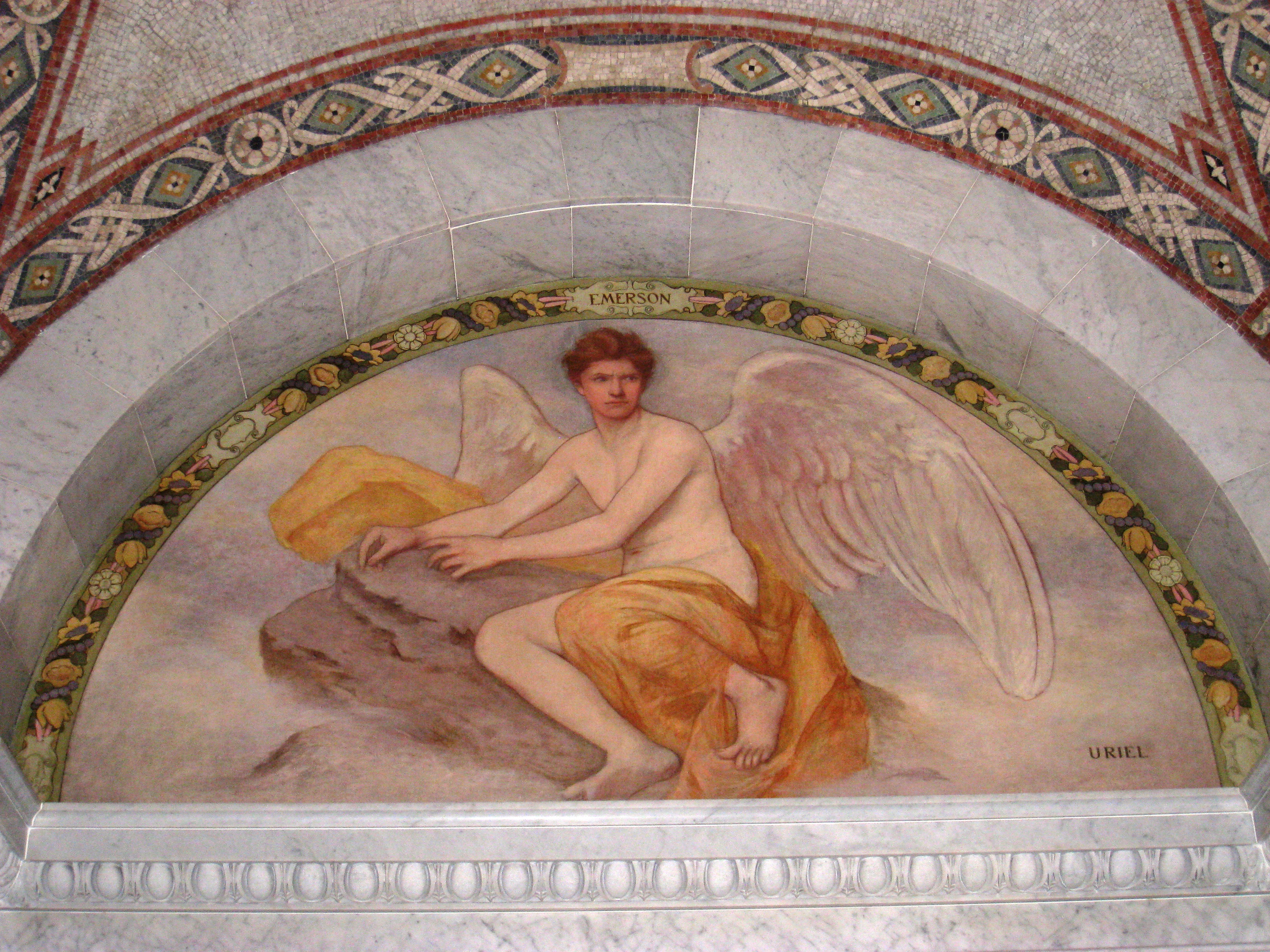
Peinture représentant l'archange Uriel par Henry Oliver Walker de la Bibliothèque du Congrès (Washington).
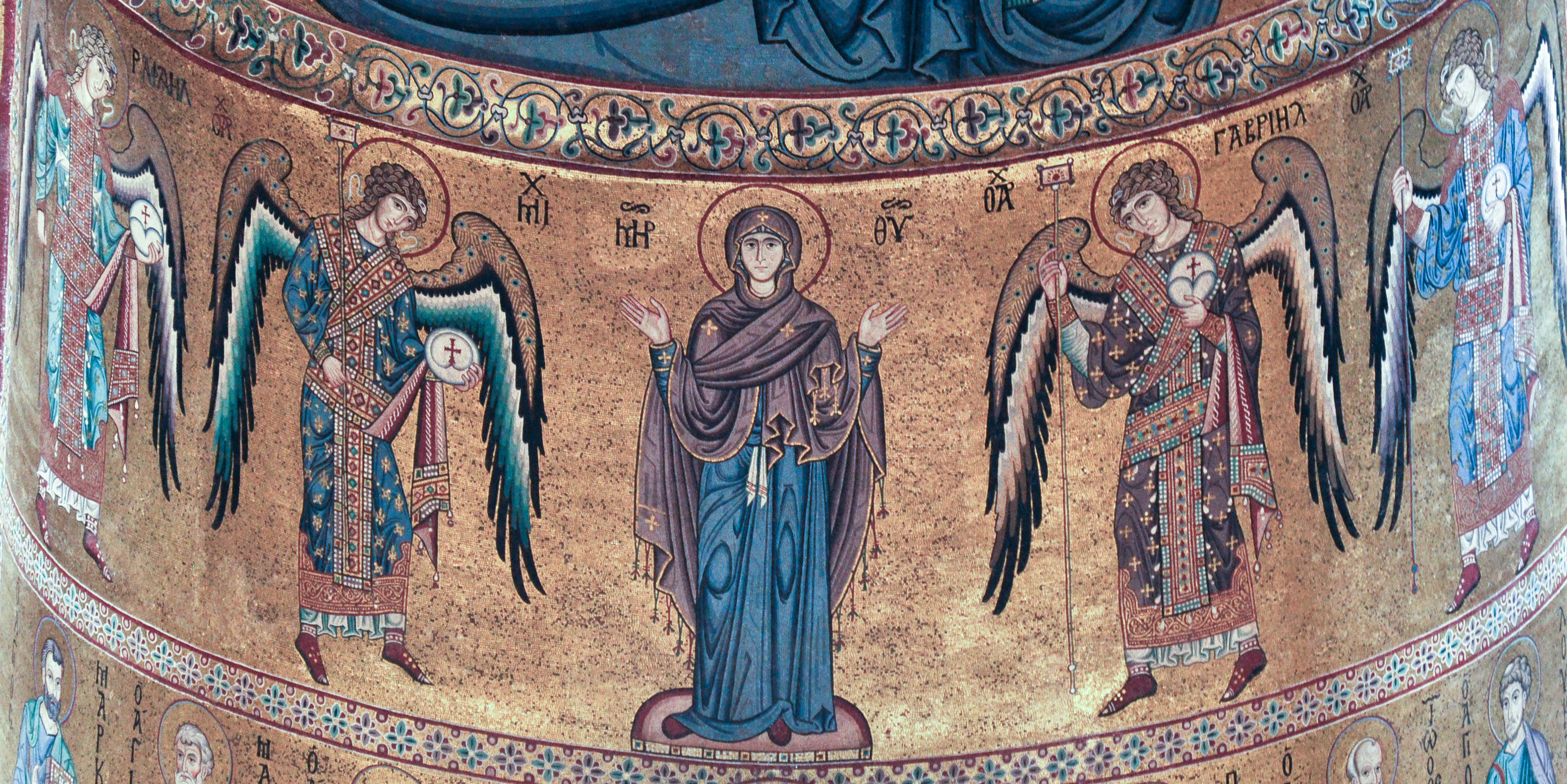
La Sainte Vierge avec les quatre archanges. Mosaïque de la cathédrale de Cefalù. Uriel est placé ici à l'extrême droite.
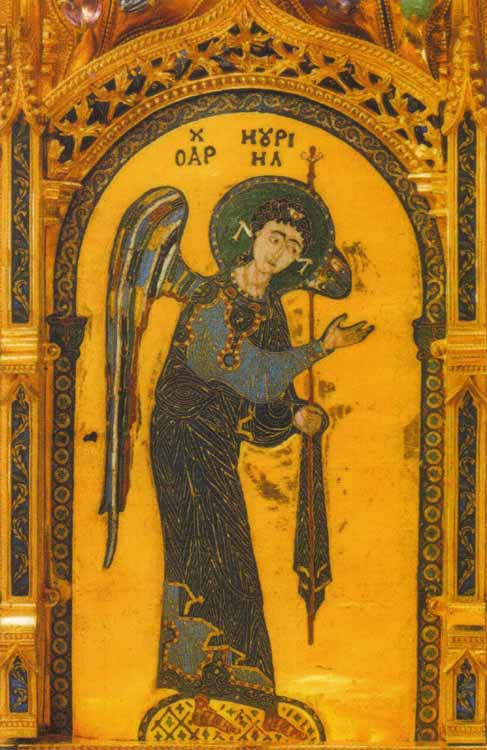
Émail de l’archange Uriel sur la Pala d’oro.
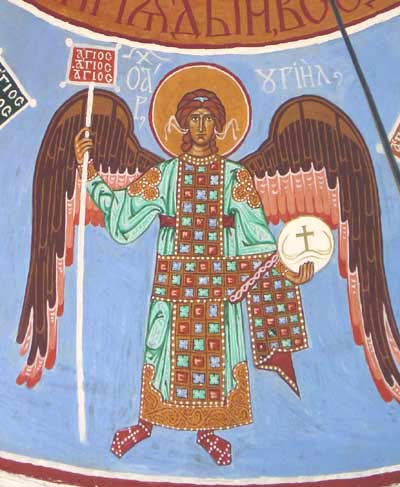
Fresque de l'archange Uriel dans une église russe orthodoxe.
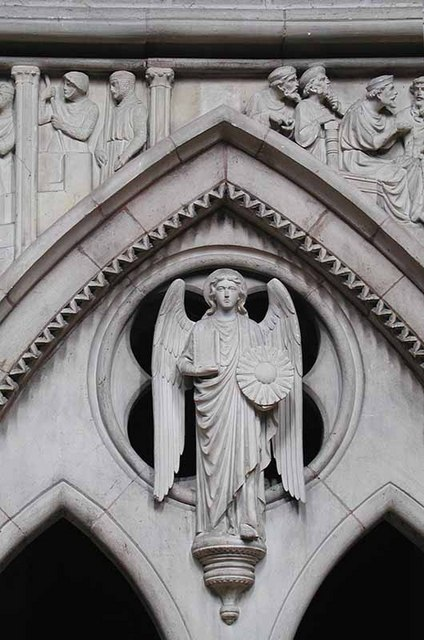
Sculpture de Saint Uriel à l’Église Saint-Augustin de Kilburn (en).
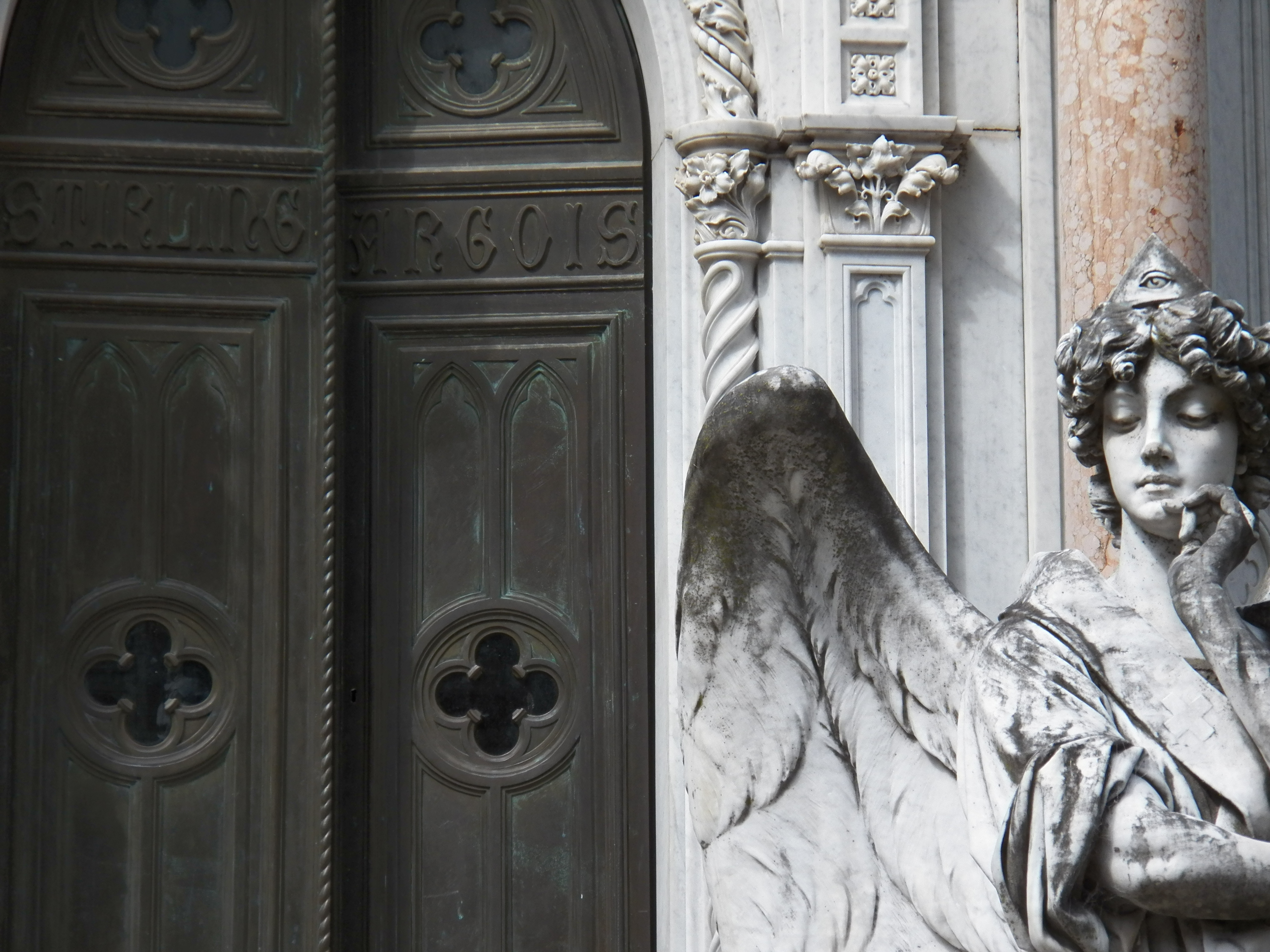
Statue de l'archange Uriel située dans le cementerio viejo de  Paysandú (Uruguay).
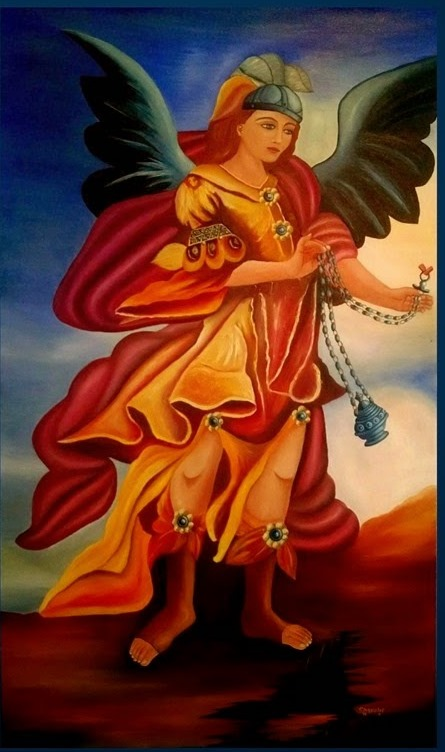
Uriel l'un des sept principaux archanges, peinture de Rodolfo Herrera Charolet. Uriel annonce ici un précipice.
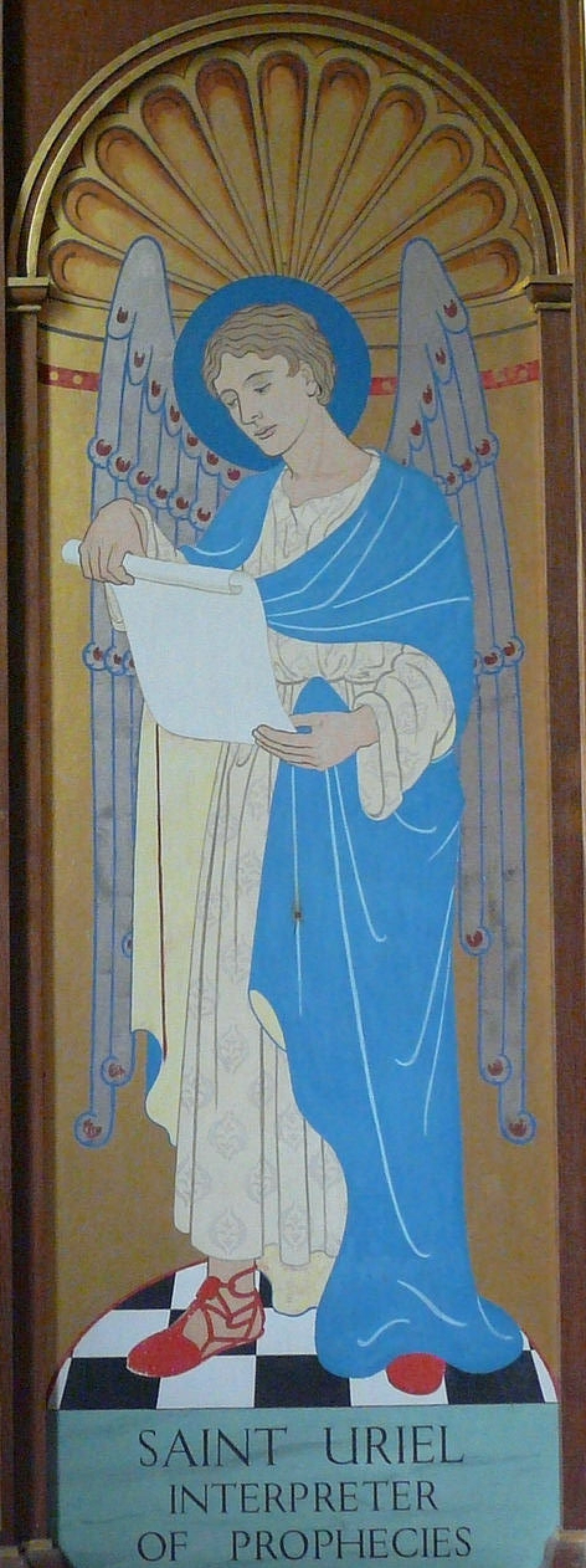
Saint Uriel, l’interprète des prophéties, église Saint-Michel-et-tous-les-Anges de Howick, Northumberland.
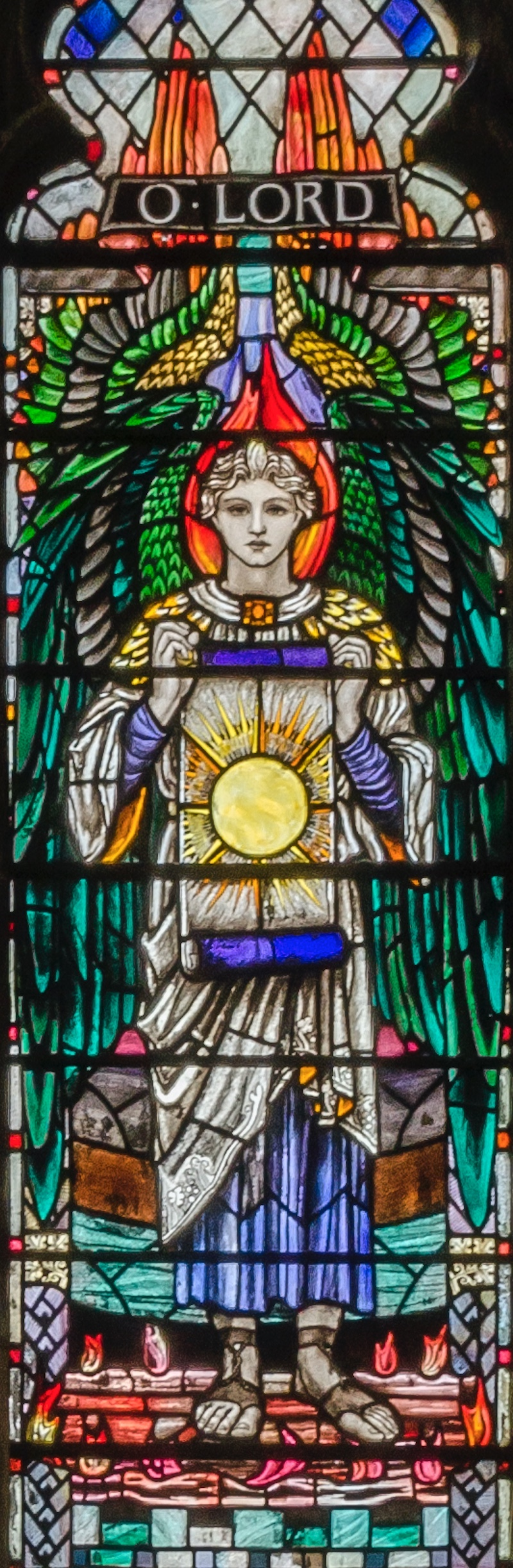
Vitrail de l’archange Uriel à l’église de la Sainte-Trinité de Kingston upon Hull (en).
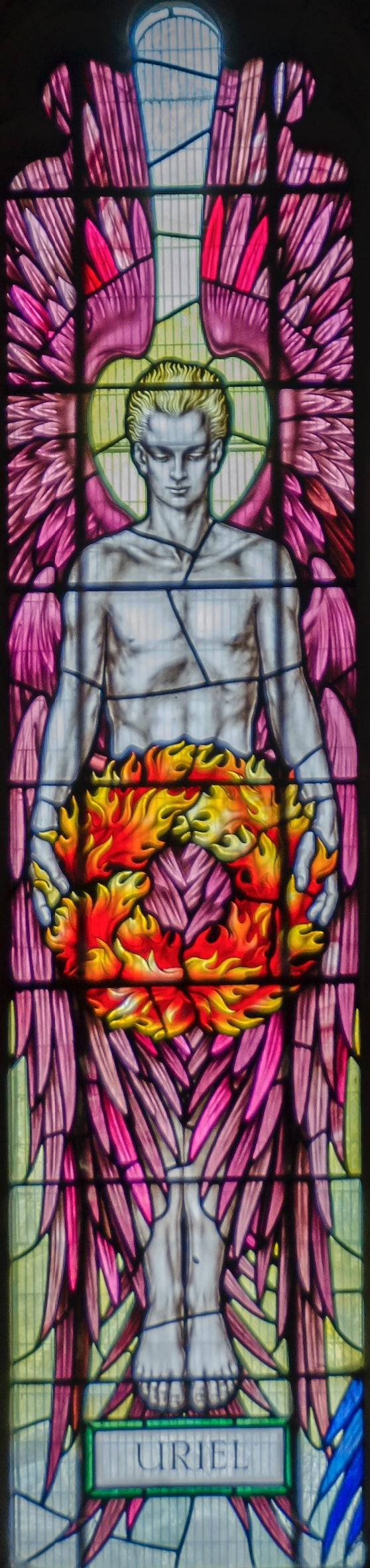
Vitrail de l’archange Uriel à l’église Saint-Jacques de Grimsby (en).
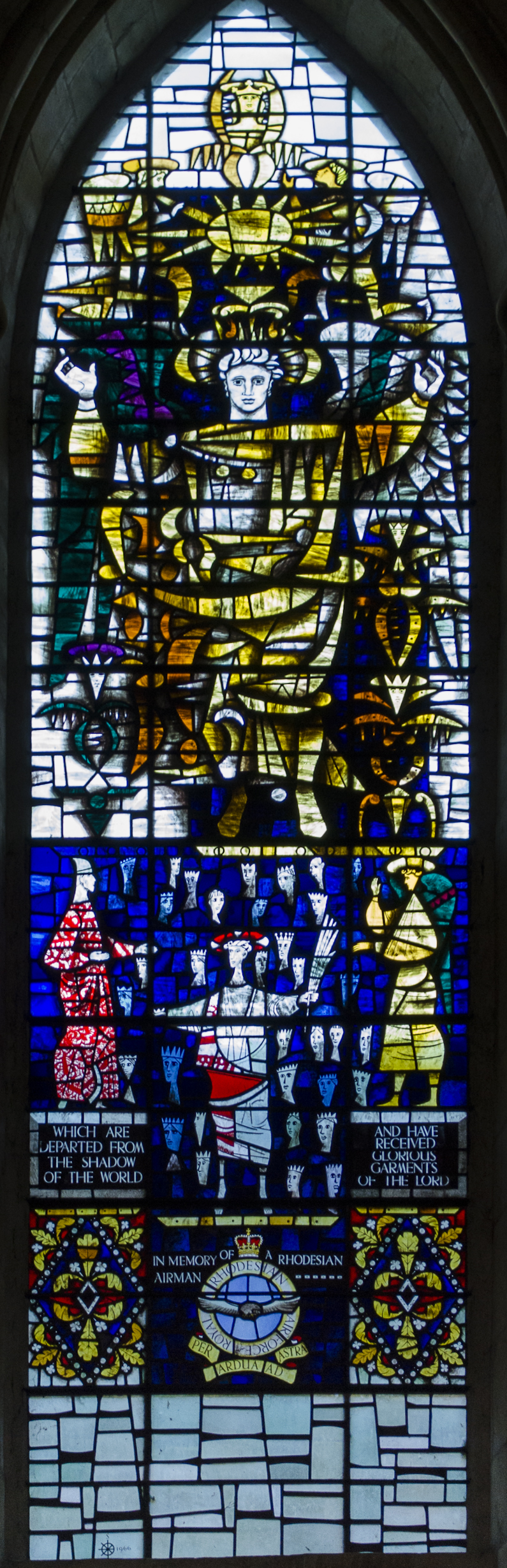
Vitrail de l’archange Uriel à la cathédrale de Lincoln.
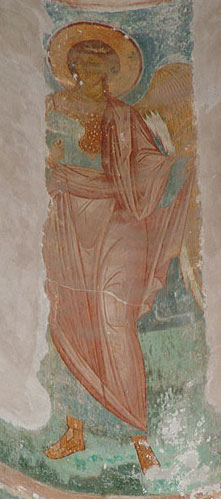
Archange Uriel, fresque de Dyonisius dans l'église de la Nativité de la Vierge Marie, Russie